# ポインセット郡 (アーカンソー州)
ポインセット郡（英: Poinsett County）は、アメリカ合衆国アーカンソー州の北東部に位置する郡である。2010年国勢調査での人口は24,583人であり、2000年の25,614人から4.0%減少した。郡庁所在地はハリスバーグ市（人口2,288人）であり、同郡で人口最大の都市はトルーマン市（人口7,243人）である。ポインセット郡は1838年2月28日に設立され、郡名はアメリカ合衆国陸軍長官を務めたジョエル・ロバーツ・ポインセットに因んで名付けられた。当初の郡庁所在地は昔の軍事道路沿いの町の北3マイル (5 km) にあったボリバーだったが、ボリバーの名残は全て墓地に変わっている。
ポインセット郡はクレイグヘッド郡と共にジョーンズボロ大都市圏に属している。

## 地理
アメリカ合衆国国勢調査局に拠れば、郡域全面積は763.39平方マイル (1,977.2 km2)であり、このうち陸地754.74平方マイル (1,962.5 km2)、水域は5.65平方マイル (14.6 km2)で水域率は0.74%である。

### 主要高規格道路
| - 州間高速道路555号線（建設中） - アメリカ国道49号線 - アメリカ国道63号線 - アーカンソー州道1号線 - アーカンソー州道14号線 - アーカンソー州道18号線 - アーカンソー州道69号線 | - アーカンソー州道75号線 - アーカンソー州道118号線 - アーカンソー州道135号線 - アーカンソー州道136号線 - アーカンソー州道140号線 - アーカンソー州道149号線 - アーカンソー州道158号線 | - アーカンソー州道163号線 - アーカンソー州道198号線 - アーカンソー州道214号線 - アーカンソー州道308号線 - アーカンソー州道322号線 - アーカンソー州道373号線 - アーカンソー州道463号線 |

### 隣接する郡
- クレイグヘッド郡 - 北
- ミシシッピ郡 - 東
- クリッテンデン郡 - 南東
- クロス郡 - 南
- ジャクソン郡 - 西

## 人口動態

人口ピラミッド

以下は2000年の国勢調査による人口統計データである。
| 基礎データ - 人口: 25,614人 - 世帯数: 10,026 世帯 - 家族数: 7,228 家族 - 人口密度: 13人/km2（34人/mi2） - 住居数: 11,051軒 - 住居密度: 6軒/km2（15軒/mi2） 人種別人口構成 - 白人: 90.89% - アフリカン・アメリカン: 7.13% - ネイティブ・アメリカン: 0.23% - アジア人: 0.16% - 太平洋諸島系: 0.02% - その他の人種: 0.74% - 混血: 0.75% - ヒスパニック・ラテン系: 1.43% 年齢別人口構成 - 18歳未満: 26.1% - 18-24歳: 8.9% - 25-44歳: 27.1% - 45-64歳: 23.7% - 65歳以上: 14.3% - 年齢の中央値: 37歳 - 性比（女性100人あたり男性の人口） - 総人口: 94.6 - 18歳以上: 90.3 | 世帯と家族（対世帯数） - 18歳未満の子供がいる: 32.6% - 結婚・同居している夫婦: 54.6% - 未婚・離婚・死別女性が世帯主: 13.2% - 非家族世帯: 27.9% - 単身世帯: 24.8% - 65歳以上の老人1人暮らし: 11.7% - 平均構成人数 - 世帯: 2.52人 - 家族: 2.99人 収入と家計 - 収入の中央値 - 世帯: 26,558米ドル - 家族: 32,257米ドル - 性別 - 男性: 26,633米ドル - 女性: 19,199米ドル - 人口1人あたり収入: 13,087米ドル - 貧困線以下 - 対人口: 21.2% - 対家族数: 17.6% - 18歳未満: 28.6% - 65歳以上: 20.5% |

## 都市と町
| - フィッシャー - グリーンフィールド - ハリスバーグ - 郡庁所在地 | - レパント - マークトツリー - リバーベール | - トルーマン - タイロンザ | - ウォルデンバーグ - ワイナー |

## 郡区
アーカンソー州の郡はさらに郡区に小区分されている。各郡区には未編入領域と、編入済み自治体がある。現代の郡区にはその維持目的が限られたものになっている。アメリカ合衆国国勢調査局は郡区を元に人口を集計している。また系図調査など歴史的な目的には価値がある。1つ以上の郡区に入っている町や都市は統計調査に基づいて扱われる。ポインセット郡の郡区は下記リストの11区であり、その中に含まれる町や都市を括弧書きしている。
- ボリバー（ハリスバーグ）
- ドブソン
- グリーンフィールド
- グリーンウッド（レパント）
- リトルリバー（マークトツリー）
- ランスフォード
- オーウェン（フィッシャー、ウォルデンバーグ）
- スコット
- タイロンザ（タイロンザ）
- ウェストプレーリー（ワイナー）
- ウィリス（トルーマン）